# Z
Z (zet, minuskuła: z) – dwudziesta szósta litera alfabetu łacińskiego, trzydziesta litera alfabetu polskiego. Litera ta pochodzi od fenickiej (północno-zachodnio-semickiej) litery zaîn, poprzez grecką literę ζ (dzeta, zeta). W języku polskim oznacza spółgłoskę przedniojęzykowo-zębową, szczelinową, dźwięczną [z̪], w języku niemieckim [ʦ], a w hiszpańskim [θ].

## Inne reprezentacje litery Z
| Sygnalizacja                            | Sygnalizacja       | Sygnalizacja | Język migowy | Język migowy | Język migowy | Alfabet Braille’a |
| flaga Międzynarodowego Kodu Sygnałowego | Alfabet semaforowy | Kod Morse’a  | francuski    | kanadyjski   | polski       | Alfabet Braille’a |
| --------------------------------------- | ------------------ | ------------ | ------------ | ------------ | ------------ | ----------------- |
|                                         |                    | Zⓘ           |              |              | i            |                   |